# Untere Rhinowwiesen
Untere Rhinowwiesen este o arie protejată (arie specială de conservare — SAC, sit de importanță comunitară — SCI) din Germania întinsă pe o suprafață de 395,39 ha, integral pe uscat.

## Localizare
Centrul sitului Untere Rhinowwiesen este situat la coordonatele 53°06′43″N 11°18′25″E / 53.1119°N 11.3069°E.

## Înființare
Situl Untere Rhinowwiesen a fost declarat sit de importanță comunitară în septembrie 2000.

## Biodiversitate
Situată în ecoregiunea continentală, aria protejată conține 5 habitate naturale: Ape stătătoare oligotrofe până la mezotrofe, cu vegetație de Littorelletea uniflorae și/sau de Isoëto-Nanojuncetea, Cursuri de apă de la nivel de câmpie la nivel montan, cu vegetație Ranunculion fluitantis și Callitricho-Batrachion, Liziere de ierburi înalte hidrofile de câmpie și de nivel montan până la alpin, Pajiști aluvionare inundabile, de Cnidion dubii, Fânețe de joasă altitudine (Alopecurus pratensis, Sanguisorba officinalis).
La baza desemnării sitului se află mai multe specii protejate de  amfibieni (2): buhai de baltă cu burta roșie (Bombina bombina), triton cu creastă (Triturus cristatus).
Pe lângă speciile protejate, pe teritoriul sitului au mai fost identificate 2 specii de amfibieni.